# ایران پسر رستم
ایران پسر رستم پسر آزادخو مرزبان سیستان به هنگام یورش عرب‌ها به ایران بود. در سال ۲۳ هجری پس از پناه آوردن یزدگرد به سیستان، لشکر بزرگی از عرب به فرماندهی «مشاجع» که در تعقیب یزدگرد بود نتوانست از سد ایران پسر رستم بگذرد و شکست خورد (و پس از چند سال یزدگرد و حرم هزار نفری‌اش از سوی ایران پسر رستم تا مرو بدرقه شدند.) سپس عثمان «ربیع بن زیاد الحارثی» را در ۳۰ هجری به تصرف سیستان مامور شد که او پس از گذر از هیرمند و ریگزار (دشت خوابگاه) با سپاهیان رستم رویارو شد که از هر دو سو شمار بسیاری کشته آمدند و به ویژه از عرب‌ها شمار بیشتری کشته شدند. سرانجام پیمان صلحی بسته شد که در واقع به معنی تسلیم شدن سیستان به دست عرب‌ها بود. ایران پسر رستم هنگامی که به نزد سردار عرب «ربیع بن زیاد الحارثی» (که مردی قد بلند و گندمگون با دندانهای بزرگ و لبهای درشت بود) برای بستن پیمان رفت او را به اهریمن همانند کرد و گفت «می‌گویند اهرمن به روز فرا دید نیاید، اینک اهرمن فرا دید من آمد که اندر این هیچ شک نیست.» آنها پیمان صلح را این چنین امضا کردند که ایران بن رستم «هر سال از سیستان هزار هزار (یک میلیون) درهم بدهد امیرالمؤمنین را و امسال هزار وصیف (غلام نابالغ) بخرم و به‌دست هریک جام زرین و بفرستم هدیه، و عهدها برین جمله بکردند و خطها بدادند و ربیع ز آنجا برخاست و بقصبه اندر شد ایمن.»